# Бачко-бодрошка жупанија
Бачко-бодрошка жупанија (лат. Comitatus Bacsiensis et Bodrogiensis, мађ. Bács-Bodrog vármegye) је била жупанија, односно управна јединица хабзбуршке Краљевине Угарске (између 18. и 20. века), а потом и управна јединица покрајине Банат, Бачка и Барања у Краљевству Срба, Хрвата и Словенаца (1918—1921. године). Некадашњи простор ове жупаније данас је подељен између северне Србије (већи део) и јужне Мађарске (мањи део). Управно седиште жупаније био је град Сомбор (данас у саставу Србије и аутономне покрајине Војводине).
Површина жупаније била је 10.362 km², а у време задњег пописа пре њеног расформирања (1910. године) Бачко-бодрошка жупанија је имала 812.400 становника (густина 78,4 ст./km²).

## Име
Бачко-бодрошка жупанија је добила име спајањем имена ранијих засебних жупанија, Бачке и Бодрошке. Име Бачке жупаније настало је од имена града Бача (мађ. Bács), док је име Бодрошке жупаније настало од имена средњовековног града Бодрог (налазио се близу данашњег Бачког Моноштора), чије име води порекло од мађарског облика имена некадашњег словенског племена Бодрића (мађ. Bodrog), које је у време досељења Мађара у Панонску низију живело у Бачкој.
У српском језику се као ознака за територију на којој се ова жупанија налазила појавио назив "Бачка", који су касније прихватили и Мађари (мађ. Bácska), иако је назив „Бач“ (мађ. Bács) у мађарском језику првобитно означавао и град и територију.
Данас се географско-историјски назив Бачка (мађ. Bácska) користи у Србији и Мађарској као ознака за подручје које је обухватала некадашња жупанија, а у административном смислу, назив се користи и у именима три округа на подручју Војводине (севернобачки, западнобачки, јужнобачки), као и у имену жупаније Бач-Кишкун у данашњој Мађарској.

## Природне одлике
Бачко-бодрошка жупанија била је смештена у јужном делу Панонске низије између река Дунава и Тисе. Дунав је чинио западну и јужну границу, а Тиса источну. По својој површини од 10.362 km² ова жупанија била је једна од најпространијих у тадашњој Краљевини Угарској. Северна граница није била природна, већ је одређена с обзиром на административне потребе.
Предео ове жупаније био је низијски и раван, а у северном делу делимично заталасан (Телечка пешчара). Поред ободних токова Дунава и Тисе, који су били од великог (надрегионалног) значаја, на подручју жупаније је постојало само неколико мањих природних токова (Криваја, Јегричка). Због тога је током хабзбуршке владавине прокопано више канала, нарочито у јужном делу жупаније.

## Историја
У средњем веку на овом подручју су постојале две засебне жупаније, Бачка и Бодрошка. Бачка жупанија основана је у 11. веку и спада у најстарије жупаније средњовековне Угарске, а први познати жупан ове жупаније, забележен 1074. године Вид из племе Гуткелед.
После Мохачке битке 1526. године, подручје обеју жупанија дошло је под управу самозваног српског цара Јована Ненада, а затим и под управу Османског царства, у чијем ће саставу остати све до краја 17. века. Током османског раздобља овај простор је био саставни део Сегединског санџака.
1699. године Хабзбурзи протерују Турке из дела јужне Паноније, а подручје некадашњих жупанија постаје део Хабзбуршке монархије. Један део овог простора укључен је у састав хабзбуршке војне границе, која је била подређена директно Бечу, док се на преосталом подручју поново образују Бачка и Бодрошка жупанија, које улазе у састав хабзбуршке Краљевине Угарске. Током прве половине 18. века, ове две жупаније се уједињују у јединствену Бачко-бодрошку жупанију.
Каснијим „развојачењем“ већег дела војне границе у Бачкој 1750. године, ови некадашњи граничарски простори такође постају део жупаније. У саставу војне границе остао је тада само југоисточни део Бачке, познат као Шајкашка, али ће и он касније (1873. године) бити припојен Бачко-Бодрошкој жупанији.
Током Револуције 1848—1849. године, Бачко-бодрошка жупанија била је поприште жестоких борби, а Срби су је укључили у састав прокламоване Српске Војводине. Бечки двор је, после револуције, образовао на овом подручју једну засебну круновину Аустријске царевине, под именом Војводство Србија и Тамишки Банат, која је постојала од 1849. до 1860. године. Током овог раздобља, Бачко-бодрошка жупанија је била укинута, а на њеном некадашњем подручју се најпре образује Бачко-Торонталски округ, који је затим подељен између четири округа, од којих су се два (Новосадски и Сомборски) налазили на подручју некадашње Бачко-Бодрошке жупаније.
После укидања Војводства Србије 1860. године, Бачко-бодрошка жупанија је поново успостављена и укључена у састав хабзбуршке Краљевине Угарске, која 1867. године постаје један од два самоуправна дела Аустроугарске.
1918. године целокупно подручје жупаније постаје део покрајине Банат, Бачка и Барања, која се присаједињује Краљевини Србији, у чијем саставу улази у оквир новоствореног Краљевства Срба, Хрвата и Словенаца. Бачко-бодрошка жупанија је била једна од административних јединица Баната, Бачке и Барање 1918-1921. године. Тријанонски споразум из 1920. године одређује коначне границе Краљевства СХС и Мађарске, чиме је северни, мањи део жупаније (15%), тзв. „Бајски троугао“, који је био насељен претежно Мађарима припао Мађарској, док је већи јужни део (са градовима Сомбор, Нови Сад и Суботица), насељен етнички мешовитим становништвом припао Краљевству СХС.
Због неслагања са одлуком Тријанонског споразума, према којој су северни делови Барање и Бачке припали Мађарској, јужнословенско становништво ових подручја прогласио је стварање краткотрајне Барањско-Бајске републике (1921. године), за чијег је председника изабран Петар Добровић.
После пропасти ове републике, северни делови Бачке су коначно припали Мађарској, где су поново организовани као Бачко-бодрошка жупанија, а седиште ове жупаније био је град Баја. Оваква жупанија постојала је до Другог светског рата.
Након разграничења са Мађарском, од делова Бачке и Барање који су остали у саставу Краљевства СХС формира се нова Бачко-барањска жупанија, да би 1922. године на овом подручју била образована Бачка област, која се укида 1929. године када Бачка улази у састав новоосноване Дунавске бановине.
Током мађарске окупације југословенског дела Бачке у Другом светском рату (од 1941. до 1944. године), ово подручје је административно спојено са мађарским делом Бачке. Тада се у оквиру мађарског окупационог система поново успоставља Бачко-бодрошка жупанија у границама из времена Аустроугарске.
После Другог светског рата и завршетка окупације, од северног, мађарског дела Бачке створена је нова жупанија Бач-Кишкун са седиштем у Кечкемету, док је јужни, југословенски део Бачке укључен у састав Социјалистичке Аутономне Покрајине Војводине и Социјалистичке Републике Србије. На овом подручју данас постоје три округа (севернобачки, јужнобачки, западнобачки) са седиштем у Суботици, Новом Саду и Сомбору.

## Становништво
По првом попису становништва из 1715. године становништво је било малобројно (око 100.000) и углавном јужнословенско (97,6%), а верски подељено на православне, односно Србе (70%) и римокатолике, односно Буњевце и Шокце (30%).
После консолидације власти, Хабзбурзи су започели са интензивним насељавањем становништва. Највише су се досељавали Мађари и Немци, али и Срби, Словаци и Русини. Јављају се и нове вероисповести, попут протестаната и гркокатолика („унијата“). Због овог насељавања, већ у првој половини 19. века процентуални удео Јужних Словена је пао на мање од половине становништва (Према попису из 1820. године, Срби, Буњевци и Шокци чинили су 44% становништва, Мађари 31,5%, а Немци 24,5%).
После развојачења Потиско поморишке војне границе 1751. године, део Срба из бачког Потисја одселио се у Русију (углавном на подручје Нове Србије и Славено-Србије) и Банат.
Због интензивне мађарске колонизације и политике мађаризације немађарског становништва, етнички односи у жупанији променили су се током 19. века у корист Мађара, али је становништво остало етнички мешовито. Попис из 1910. године је забележио да 363.518 (44,75%) становника жупаније говори мађарски језик, 190.697 (23,47%) немачки језик и 145.063 (17,86%) српски језик. Од других језика говорили су се словачки (30.137), русински (10.760), хрватски (1.279) и румунски (386), док је 70.545 становника забележено у категорији „остали језици“, а ту су највећим делом спадали буњевачки и шокачки говор.
Иако је на целом подручју Бачко-Бодрошке жупаније дошло до мешања становништва различитог етничког порекла, вероисповести и времена доласка, могу се уочити неке демографске одлике:
- Срби су више насељавали села и јужну трећину жупаније;
- Мађари су били више насељени у северном (Телечка) и источном делу (Потисје);
- Немци су се више насељавали по градовима и више на подручју дуж Дунава, јер је он био главни правац досељавања;
- Буњевци и Шокци живели су у северозападном делу жупаније, у такозваном „Бачком троуглу“, који су уоквиривали градови Суботица, Сомбор и Баја;
- Најмалобројнији Словаци и Русини имали су већину у неколико насеља средишње Бачке.

Ово етничко и верско богатство и измешаност становништва очувало се на некадашњем подручју Бачко-Бодрошке жупаније и после њеног укидања 1918. године.
- Етничка мапа Бачке и Бодрошке жупаније према попису из 1715. године
- Етничка мапа Бачке и Бодрошке жупаније према попису из 1720. године

## Управна подела
Почетком 20. века, управна подела Бач-Бодрошке жупаније била је следећа:
| Котари                     | Котари        |
| Котар                      | Седиште       |
| -------------------------- | ------------- |
| Апатински срез             | Апатин        |
| Бачкојабучки срез          | Бачка Јабука  |
| Бачкопаланачки срез        | Бачка Паланка |
| Бачкотополски срез         | Бачка Топола  |
| Бајски срез                | Баја          |
| Жабаљски срез              | Жабаљ         |
| Куљански срез              | Кула          |
| Новосадски срез            | Нови Сад      |
| Оџачки срез                | Оџаци         |
| Сенћански срез             | Сента         |
| Сомборски срез             | Сомбор        |
| Старобечејски срез         | Стари Бечеј   |
| Тителски срез              | Тител         |
| Слободни краљевски градови |               |
| Нови Сад                   |               |
| Сомбор                     |               |
| Суботица                   |               |
| Градови — котари           |               |
| Баја                       |               |
| Сента                      |               |

## Градови
Почетком 20. века, највећи градови жупаније били су: Суботица (82.000 становника), Нови Сад (30.000) и Сомбор (30.000). Ово преимућство Суботице треба узети с обзиром, будући да је под градом било низ салашарских насеља (нпр. Палић, Келебија), која су данас самостална насеља у окружењу Суботице.